# Serixia triplagiata
Serixia triplagiata là một loài bọ cánh cứng trong họ Cerambycidae.